# Kedong
Kedong (克东县/克東縣; Pinyin: Kèdōng Xiàn) ist ein Kreis der bezirksfreien Stadt Qiqihar in der Provinz Heilongjiang. Er hat eine Fläche von 2.052 km² und zählt 156.983 Einwohner (Stand: Zensus 2020). Sein Hauptort ist die Großgemeinde Kedong (克东镇).
Die Stätte der alten Stadt Puyulu (Puyulu gucheng yizhi 蒲与路故城遗址) steht seit 1988 auf der Liste der Denkmäler der Volksrepublik China (3-219).